# Башкирско-казахские отношения
Башкирско-казахские отношения (баш. Башҡорт–ҡаҙаҡ мөнәсәбәттәре, каз. Башқұрт−қазақ қарым–қатынасы) имеют многовековую историю. В XVIII веке казахи Младшего жуза имели общую границу с башкирскими землями. Длительное соседство с казахами сказалось на башкирской культуре. Также имели место различные территориальные споры и столкновения.
В наши дни между Республикой Казахстан и Республикой Башкортостан сохраняются тесные экономические, политические и культурные связи. В 1993 году было подписано соглашение о торгово-экономическом сотрудничестве. В 2003 году объём экспорта из Башкортостана в Казахстан составлял 155,6 миллиона долларов, а импорт из Казахстана в Башкортостан превышал 80,8 миллиона долларов. 14 октября 2004 года в Астане было открыто представительство Республики Башкортостан. Оно занималось развитием торгово-экономических, научно-технических и культурных связей, организовывало различные мероприятия и т.п. В 2016 году представительство было закрыто из-за тяжёлой экономической ситуации в России, хотя по мнению наблюдателей это может быть продолжением политики Москвы.

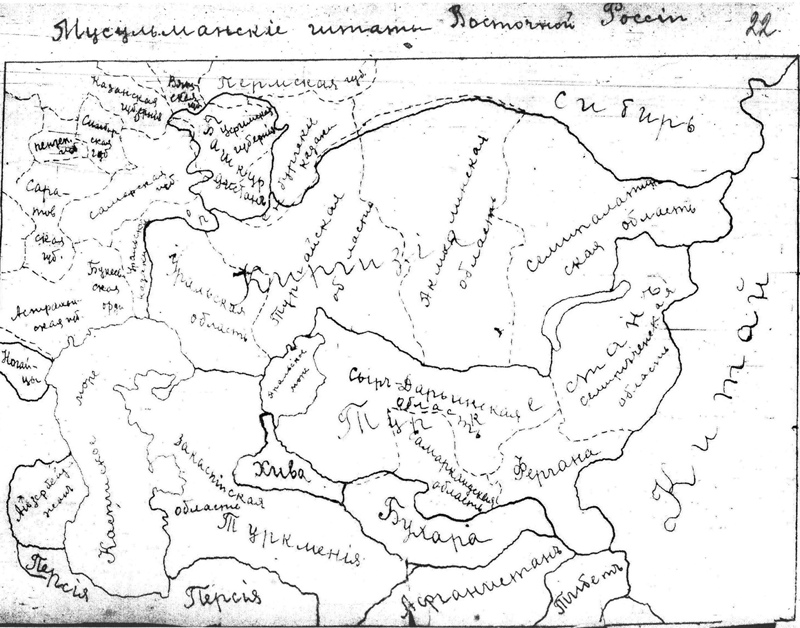
Карта Башкурдистана и Алашской автономии

## История
Башкиры и казахи являются родственными тюркоязычными народами. Их общие этнические связи уходят корнями в эпоху бронзы. Традиционные культуры башкир и казахов очень близки. Например, различные домашние промыслы, игравшие важную роль в кочевой жизни, почти идентичны. У них имеются схожие приёмы в производстве войлока, ткачестве и вышивке. Тесные связи башкир и казахов нашли отражения в их народных преданиях.
В 1584 году произошло выступление башкир против Русского царства, они отказались платить Москве налоги. В этом бунте башкирам помогли казахские войска на Яике и это движение продолжалось недолго. После этого налоги для башкир отменили. 
В XVIII веке казахи Младшего жуза и части Среднего жуза имели протяжённую границу на севере с Башкортостаном. В то время были распространены башкирско-казахские браки. Зачастую башкиры и казахи состязались друг с другом в борьбе, скачках, стрельбе из лука. Нередко казахи принимали участие в башкирских восстаниях против российского царского правительства. В то же время между башкирами и казахами случались и столкновения. Они совершали друг на друга набеги из-за пастбищ, умыкали девушек и т.п.
Чтобы не допустить совместных казахско-башкирских восстаний, царское правительство стремилось посеять между ними вражду. Так начальнику Оренбургской экспедиции Ивану Кириллову была дана следующая правительственная инструкция: «Надзирать за башкирцами… иметь такое же наблюдение и за киргизами. Если те или другие будут волноваться, то употреблять один народ против другого, сберегая русское войско». Во время башкирского восстания 1735—1740 годов Абулхаиру, хану Младшего жуза, принявшему русское подданство, было поручено заняться усмирением башкир. Впрочем, тогда конфликт был решён миром.
В 1755 году началось новое башкирское восстание под предводительством Батырши. Вскоре под натиском правительственных войск около 50 тысяч башкир укрылись в границах Младшего жуза, чтобы обезопасить семьи, сохранить имущество и скот. В дальнейшем они надеялись выступить против царского правительства вместе с казахами. Губернатор Оренбургского края Иван Неплюев обратился к казахским правителям с просьбой выдать восставших башкир. Взамен на это он предложил им захватить башкирское имущество и скот, а также оставить себе башкирских жён и детей. Часть казахов под руководством Нуралы-хана воспользовалась этим предложением. После этого башкиры принялись открыто мстить казахам Младшего жуза за предательство. Взаимные набеги продолжались ещё несколько десятилетий. Так в начале XIX века историк и этнограф Алексей Лёвшин отмечал: «…кровопролитие уменьшилось, но вражда между обоими народами доныне продолжается…». Историк Владимир Витевский высказывался об этих событиях более открыто: «…семя раздора, брошенное Неплюевым между башкирами и киргизами, пало, как оказалось, на плодотворную почву, и дело, предпринятое им для разъединения башкир и киргиз, приняло желаемый им исход…». Во время восстания Кенесары-хана в его воинских ополчениях было много башкир.
15—17 мая 1918 года в Кустанае состоялось совещание представителей башкирского (Башкурдистана) и казахского национальных движений (Алашской автономии), где обсуждалось организация совместной контрреволюционной борьбы. В конце августа — начале сентября 1918 года в Самаре прошли совещания правительств Башкурдистана, Казахстана и Средней Азии, на которых было решено объединить все контрреволюционные силы народов указанных регионов в «Федерацию юго-восточных мусульманских областей» в составе «Союза Восточной России» (куда должны войти также территории подконтрольные правительствам Сибири и Комуча, уральских и оренбургских казаков). Кроме того планировалось объединить в единый корпус вооруженных сил Алаш-Орды и Башкирского правительства.
В 1919 году Наркомнацу, а позднее СНК РСФСР был представлен проект создания Киргизо-Башкирской Советской Республики. Согласно проекту, предусматривалось создание Киргизо-Башкирской Советской Республики на основе Автономной Советской Башкирской республики, Киргизского края и Оренбургской губернии со столицей в Оренбурге. Был провозглашён принцип равного представительства башкир и казахов в республиканских органах власти. Республика наделялась широкими полномочиями в экономической, политической и военной сферах деятельности. 16 декабря 1919 года проект КБСР был отклонён.
В июле 2004 года президент Казахстана Нурсултан Назарбаев совершил визит в Башкортостан. Во время визита он провёл встречу с президентом Башкортостана Муртазой Рахимовым, принял участие в церемонии возложения цветов к памятнику Салавату Юлаеву, посетил Всероссийский центр глазной и пластической хирургии.

## Границы
В 1920-е годы, после установления советской власти, между башкирами и казахами существовали территориальные споры по поводу Тук-Суранского и Зилаирского кантонов Башкирской АССР. Согласно Постановлению ВЦИК от 21 октября 1924 года, часть Белебеевского кантона (территория бывшего Ток-Суранского кантона) и Имангуловская волость Зилаирского кантона были переданы в состав Киргизской АССР (ныне Казахстан). Часть башкирских земель вошла в состав Оренбургской и Челябинской областей, в результате чего Башкортостан и Казахстан оказались разделены своеобразным «Кувандыкским коридором».